# U 19 (Kriegsmarine)
De U 19 was een Duitse U-boot van de Kriegsmarine tijdens de Tweede Wereldoorlog. Hij was een Type IIB U-boot en deed dienst van 1936 tot 1944. Gedurende twintig patrouilles bracht de U 19 veertien schepen met een tonnage van in totaal 35.430 BRT tot zinken, plus een oorlogsschip van 441 ton. Twaalf commandanten voerden het bevel over de U 19. Tegen het einde van de oorlog werd de boot door de bemanning tot zinken gebracht nabij de Turkse kust om te voorkomen dat ze in geallieerde handen zou vallen.

## Bouw en tewaterlating
De kiel van de U 19 werd gelegd op de Krupp Germaniawerf in Kiel op 20 juli 1935. De tewaterlating gebeurde op 21 december 1935 en een maand later werd de U-19 in dienst genomen door Kapitänleutnant Viktor Schütze.

## Eerste oorlogsjaar
Vanaf de indienststelling tot 31 december 1939 was de U 19 ingedeeld als gevechtsboot bij de Unterseebootsflottille Weddigen. Na de reorganisatie van de U-flottieljes was de U-boot tot 30 april 1940 in Kiel als frontboot deel van het 1. Unterseebootsflottille. Vanaf 1 mei 1940 was ze een trainingsboot bij de 1. U-Ausbildungs-Flottille. In totaal voerde de boot negen patrouilles uit in de Noordzee.

## Trainingsschip
Vanaf 1 juli 1940 werd de boot ingezet als een trainingsboot bij de 24. Unterseebootsflottille in Memel en ten slotte vanaf 19 december 1940 als een trainingsboot bij de 22. Unterseebootsflottille in Gotenhafen, waar hij bleef tot zijn ontmanteling in mei 1942. De boot werd vervolgens overgebracht naar de Zwarte Zee en werd onderdeel van het 30. Unterseebootsflottille.

## Carrière in de Zwarte Zee
Na een tussenstop van een paar weken werd de U 19 op 28 december 1942 opnieuw in dienst gesteld als derde boot (na de U 24 en U 9) op de Roemeense Donauwerf in Galați en via de Donaudelta en de Zwarte Zee overgebracht naar de U-bootbasis in Constanța. Vervolgens werd de U 19 ingezet bij het 30. Unterseebootsflottille. Deze eenheid bestond uit zes onderzeeboten en was actief in de Zwarte Zee. Om hier te geraken werd de U 19 op ongebruikelijke wijze door de Kriegsmarine overgeplaatst: de U-boten werden getransporteerd over land en via de rivier de Donau naar de Roemeense haven van Constanța. Van hieruit brachten de onderzeeboten in twee jaar tijd 26 (veelal Sovjet) schepen tot zinken met een tonnage van 45.426 BRT. De U 19 voerde zijn bestaan in totaal twintig patrouilles uit, waarbij vijftien schepen met een totaal tonnage van 35.871 BRT tot zinken werden gebracht en twee werden beschadigd.
In augustus 1944 werd Roemenië, een van de asmogendheden, door de Sovjets veroverd. Hierdoor kon het 30. Unterseebootsflottille niet meer over land terugkeren naar Duitsland. Besloten werd om de onderzeeboten zelf tot zinken te brengen om ze niet in handen te laten vallen van het Rode Leger of de marine van de Sovjet-Unie. De U 19 werd (voorafgegaan de dag ervoor door de U 20 en de U 23 op 11 september 1944 noordelijk van Zonguldak nabij de kust van Turkije in de Zwarte Zee tot zinken gebracht. De precieze locatie hiervan is 41° 34′ 0″ NB, 31° 50′ 0″ OL.

## Teruggevonden
Op 3 februari 2008 vond de Turkse marine-ingenieur Selçuk Kolay de rustplaats van de drie tot zinken gebrachte onderzeeërs, nabij de Turkse kust en bezocht het wrak van een van hen, de U 20 op drie kilometer van de stad Agva. De U 20 ligt 25 meter diep, de U 23 op 50 meter en de U 19 op 500 meter.

## Commandanten
- 16 januari 1936 – 30 september 1937: Kptlt. Viktor Schütze
- 30 september 1937 – 1 november 1939: Kptlt. Hans Meckel
- 2 november 1939 – 2 januari 1940: Kptlt. Wilhelm Müller-Arnecke
- 3 januari 1940 – 30 april 1940: Kptlt. Joachim Schepke
- 1 mei 1940 – 19 juni 1940: Kptlt. Wilfried Prellberg
- 20 juni 1940 – 20 oktober 1940: Kptlt. Peter Lohmeyer
- 21 oktober 1940 – 8 november 1940: Kptlt. Wolfgang Kaufmann
- 8 november 1940 – 31 mei 1941: Kptlt. Rudolf Schendel
- 1 juni 1941 – februari 1942: Oblt. Gerhard Litterscheid
- 16 december 1941 – februari 1942: Oblt. Hans-Ludwig Gaude (waarnemend)
- februari 1942 – 18 april 1942: Oblt. Hans-Ludwig Gaude
- 28 december 1942 – 2 december 1943: Kptlt. Hans-Ludwig Gaude
- 3 december 1943 – 6 september 1944: Oblt. Willy Ohlenburg
- 7 september 1944 – 11 september 1944: Oblt. Hubert Verpoorten